# Moenkhausia comma
Moenkhausia comma é uma espécie de peixe sul-americano de água doce.